# 波多黎各大学系统
波多黎各大学（University of Puerto Rico，缩写UPR），是波多黎各最主要的大学之一。波多黎各大学有11个校区，在校生58,000，教职人员5,300名。

## 校园
11个校区分布在全岛的各个城市，其中位于圣胡安的Río Piedras校区和位于岛西岸马亚圭斯校区比较大。

## 知名校友
- 阿尼瓦尔·阿塞维多·比拉，波多黎各第9任总督
- 亚历山大·加尔西亚·帕迪利亚，波多黎各第11任总督